# Gerd Brüdern
Gerd Brüdern (* 7. Juni 1920 in Oebisfelde; † 20. Januar 1968 in München) war ein deutscher Schauspieler und Regisseur.

## Leben
Brüdern debütierte 1943 an den Münchner Kammerspielen. Er war in den folgenden Jahren sowohl hier als auch am Bayerischen Staatsschauspiel als Schauspieler und Regisseur beschäftigt. 1949 verkörperte er Leonard in Maria Magdalena (Regie: Jürgen Fehling) und 1956 die Titelfigur in Faust I unter der Regie von Fritz Kortner. Karl Paryla war hierin sein dämonischer Gegenspieler.
Mit der Otto-Falckenberg-Schule leitete er zudem von 1952 bis zu seinem frühen Tod 1968 eine der wichtigsten Schauspielschulen im deutschsprachigen Raum.
Brüdern hatte diverse Auftritte in Film und Fernsehen, war aber in der Hauptsache Theaterschauspieler. Als Tonaufnahme dokumentiert ist seine Mitwirkung an einer Inszenierung der Münchner Kammerspiele von Schillers Die Räuber mit Rolf Henniger und Ernst Ginsberg. Sie erschien 1959 im Literarischen Archiv der Plattenfirma Deutsche Grammophon. Ebenfalls im Jahre 1959 sprach er die Rolle des Marquis Posa in einer vom damaligen SDR produzierten Hörspielfassung von Schillers Don Carlos.
Sein Grab befindet sich auf dem Bogenhausener Friedhof in München.

## Filmografie
- 1950: Kronjuwelen
- 1951: Dr. Holl
- 1955: Der grüne Kakadu (TV)
- 1957: Der gläserne Turm
- 1957: Der Banditendoktor (TV)
- 1958: Auferstehung
- 1959: Isobel (TV)
- 1959: Raskolnikoff (TV)
- 1962: Mord im Dom (TV)
- 1963: Der Nachfolger (TV)
- 1963: Das Kriminalmuseum (TV-Serie, Folge 5: Die Nadel)
- 1966: Rette sich, wer kann oder Dummheit siegt überall (TV)